# Collines de Vestfold
Les collines de Vestfold sont des collines côtières arrondies et rocheuses, d'une superficie de 411 km2, situées au nord du glacier de Sorsdal, sur la côte d'Ingrid-Christensen dans la terre de la Princesse-Élisabeth, en Antarctique. Les collines sont subdivisées par trois péninsules orientées vers l'ouest et délimitées par d'étroits fjords. La plupart des collines ont une hauteur comprise entre 30 m et 90 m, le sommet le plus élevé atteignant près de 160 m.

## Histoire
Klarius Mikkelsen y débarque le 20 février 1935. Il a avec lui sa femme Caroline Mikkelsen qui est ainsi la première femme à débarquer sur le continent Antarctique.